# Pfarrkirche Andau

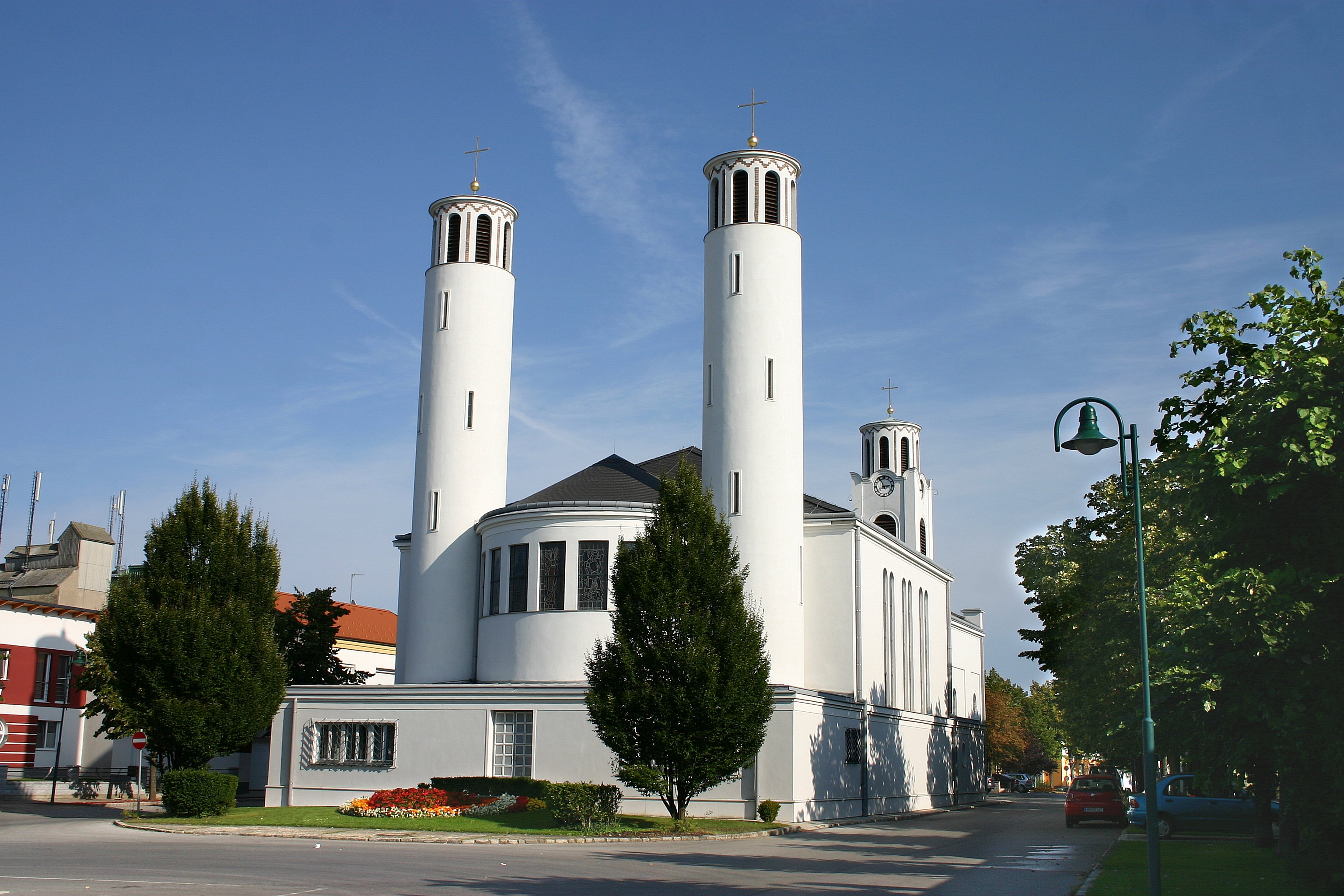
Nordwest-Ansicht der Pfarrkirche

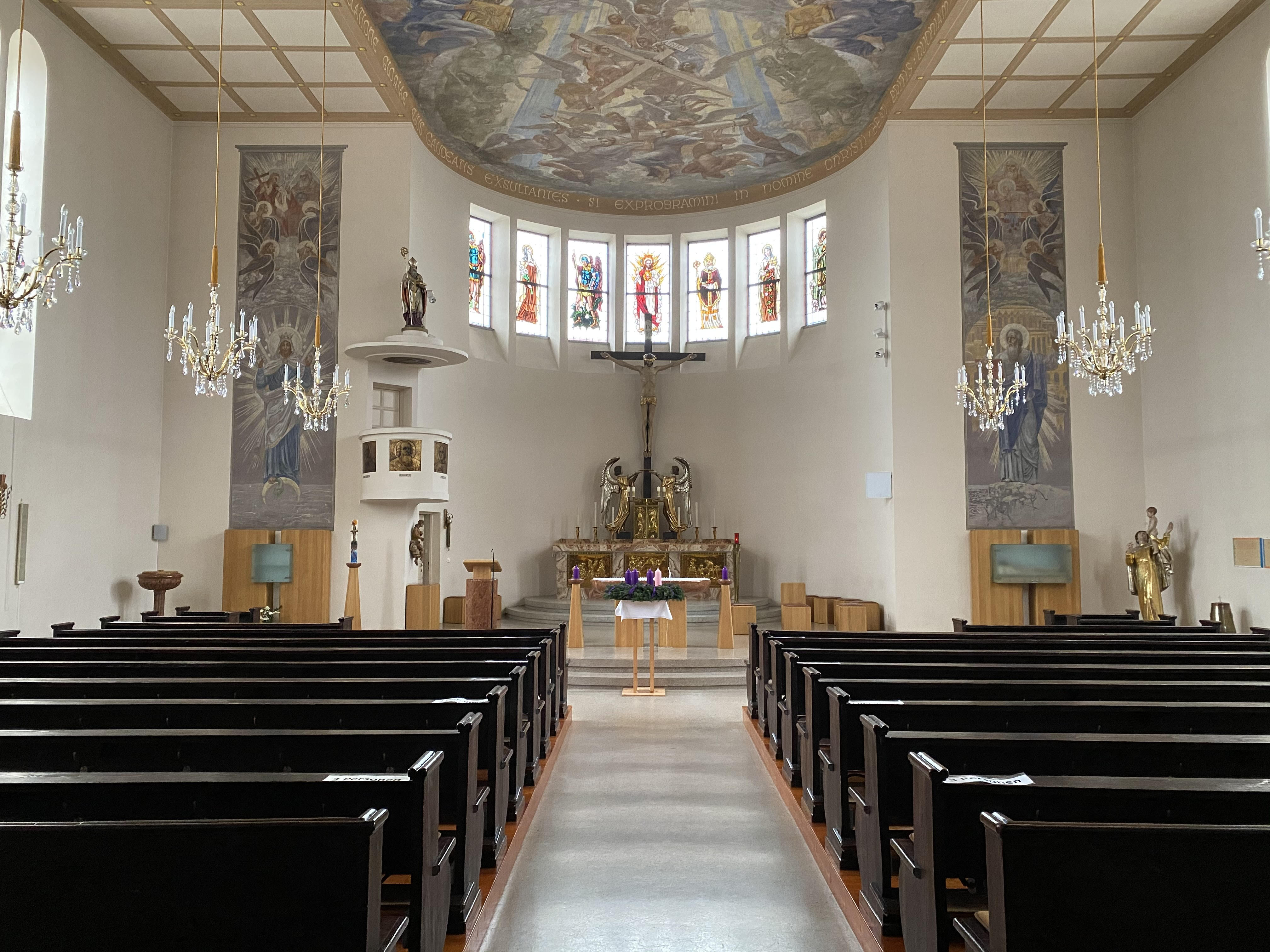
Innenansicht der Pfarrkirche

Die Pfarrkirche Andau ist eine römisch-katholische Kirche in der Marktgemeinde Andau im Bezirk Neusiedl am See im Burgenland. Die dem heiligen Nikolaus geweihte Kirche gehört zum Dekanat Frauenkirchen in der Diözese Eisenstadt. Das Gotteshaus gilt als erste moderne Kirche des Burgenlandes und steht unter Denkmalschutz (Listeneintrag).

## Baugeschichte
Die Pfarrkirche wurde 1747 als Kapelle erbaut, 1829 bis 1831 erfolgte eine Erweiterung durch Peter Koch, unter anderem wurde dabei der Fassadenturm errichtet. 1931 erfolgte ein Anbau nordwestseitig und die Errichtung von zwei Rundtürmen zu Seiten der Apsis durch Karl Holey.

## Ausstattung
Das riesige Deckenbild stellt das Jüngste Gericht dar, gemalt von Ottokar Landwehr (1905–1984), und wurde 1951 fertiggestellt. Die Einrichtung stammt aus dem Jahr 1931 und die zwei Engelstatuen am Hochaltar wurden von Wilhelm Bormann (1885–1938) geschaffen.
1961 wurden vier neue Glocken geweiht, eine elektrische Läutanlage sowie eine Turmuhr in Betrieb genommen. Der Kreuzweg wurde 1965 von Sepp Mayrhuber in der altrömischen Stuccolustro-Technik erschaffen. Nach der Außenrenovierung 2005 wurde 2010 der Innenraum renoviert und der Altarraum mit einem neuen Volksaltar, Ambo und Seitenaltären von Franz Gyolc neu gestaltet.
Die Orgel aus 1900 mit einem Manual und 10 Registern wurde von Anton Schönhofer aus Pozsony (Pressburg) geschaffen.